# هویج وحشی
دارا یا هویج وحشی (نام علمی: Daucus carota) نام یک گونه از تیره چتریان است.

## نگارخانه

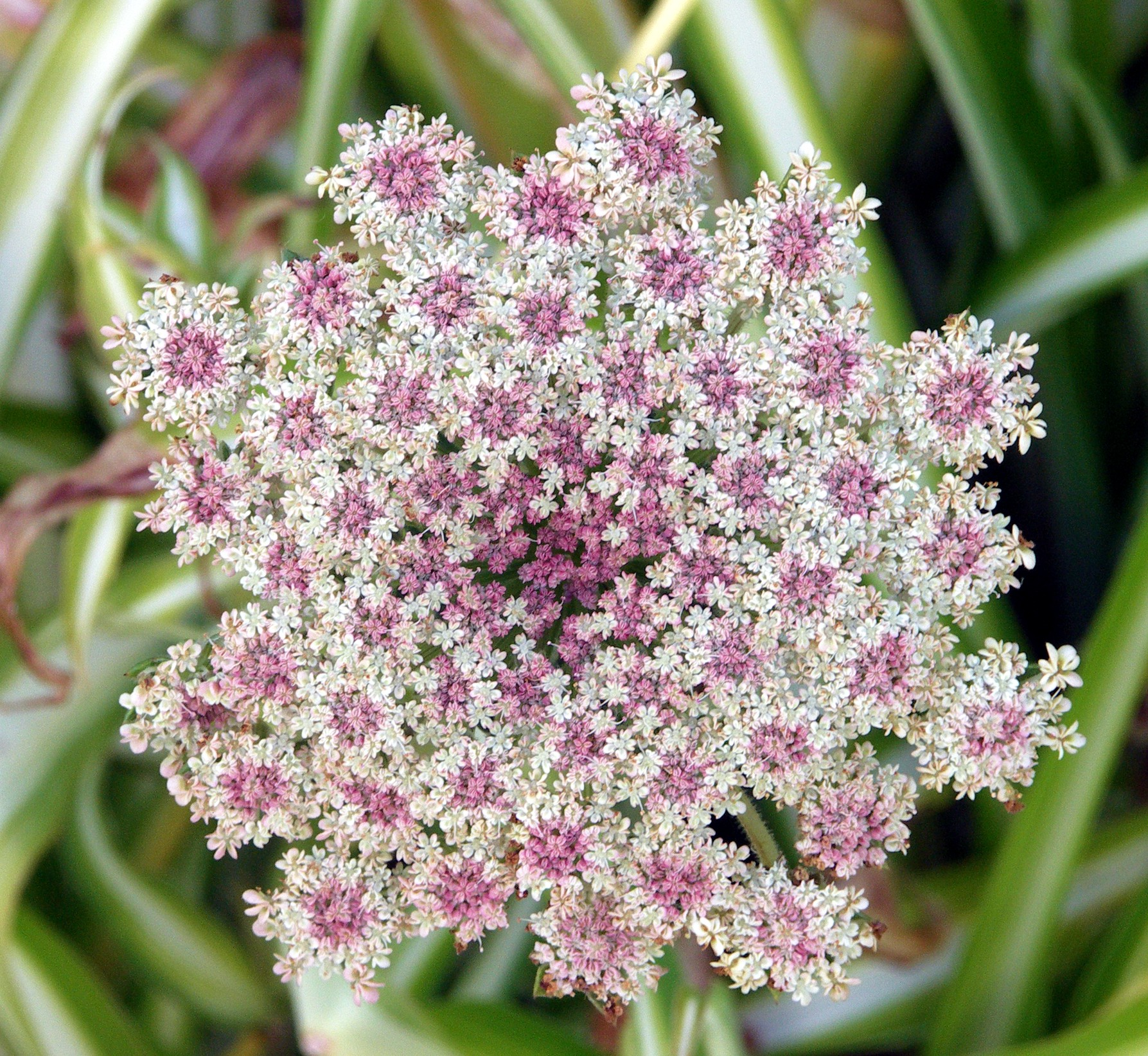
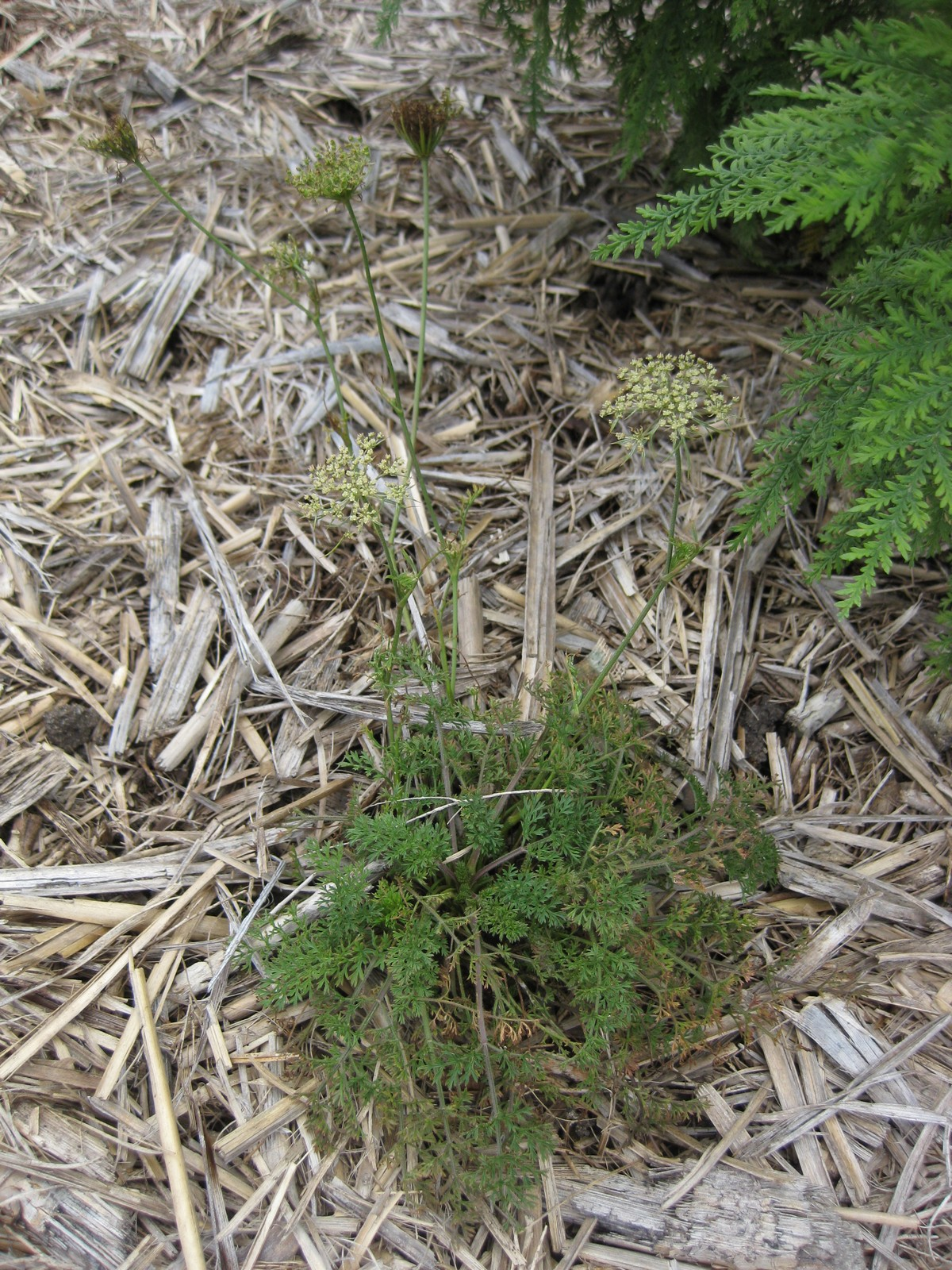
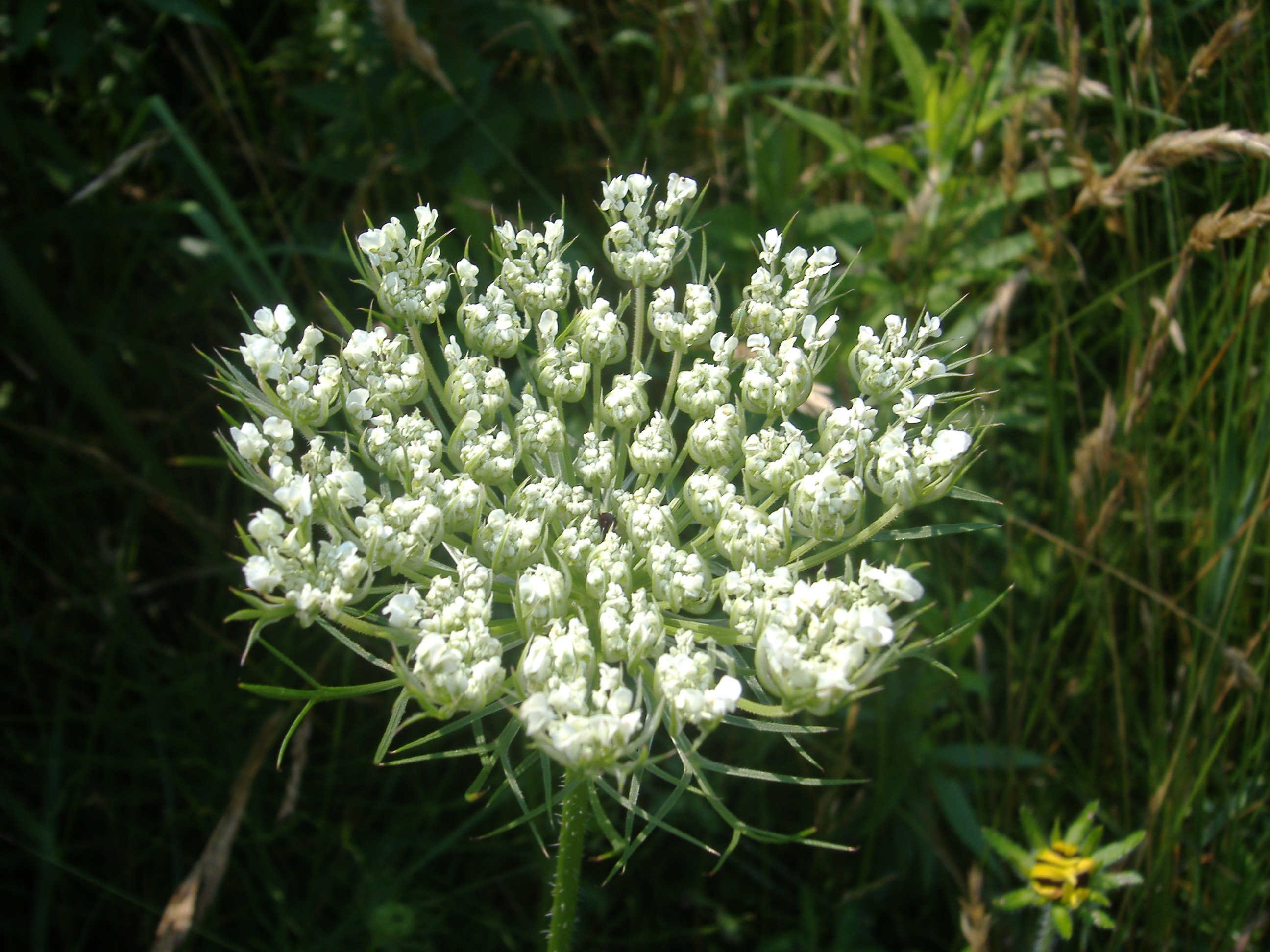
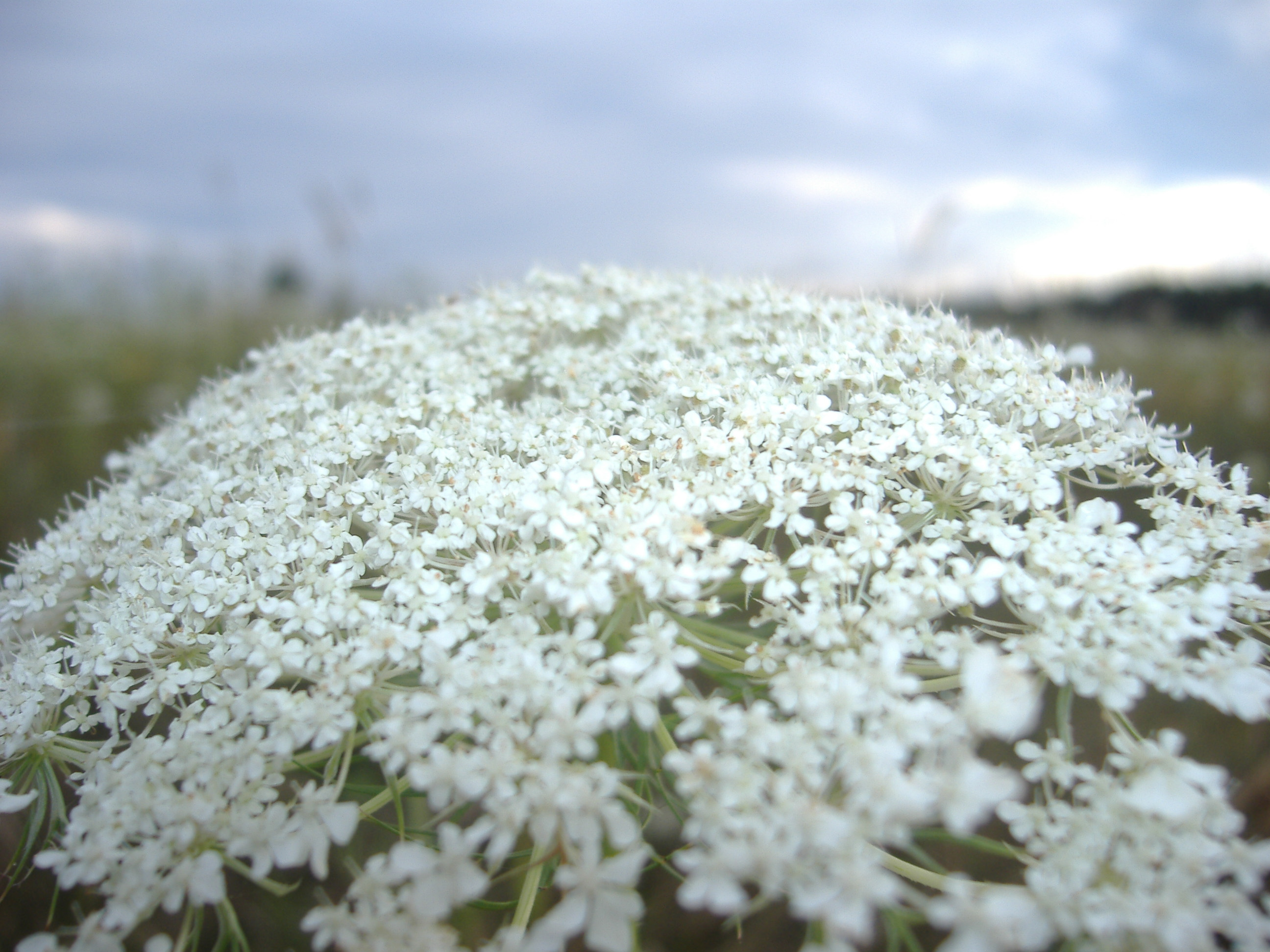
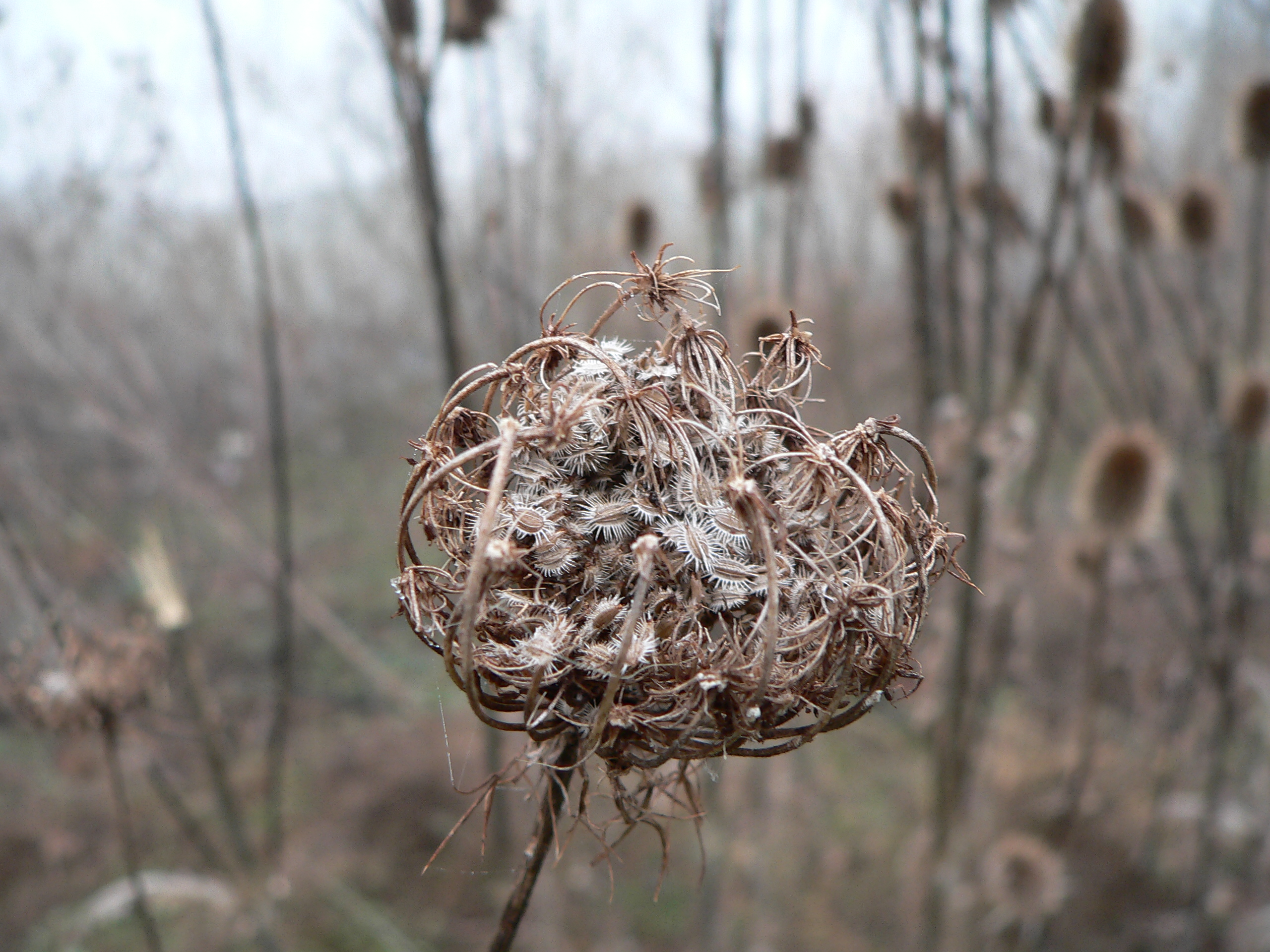